# Bauxit

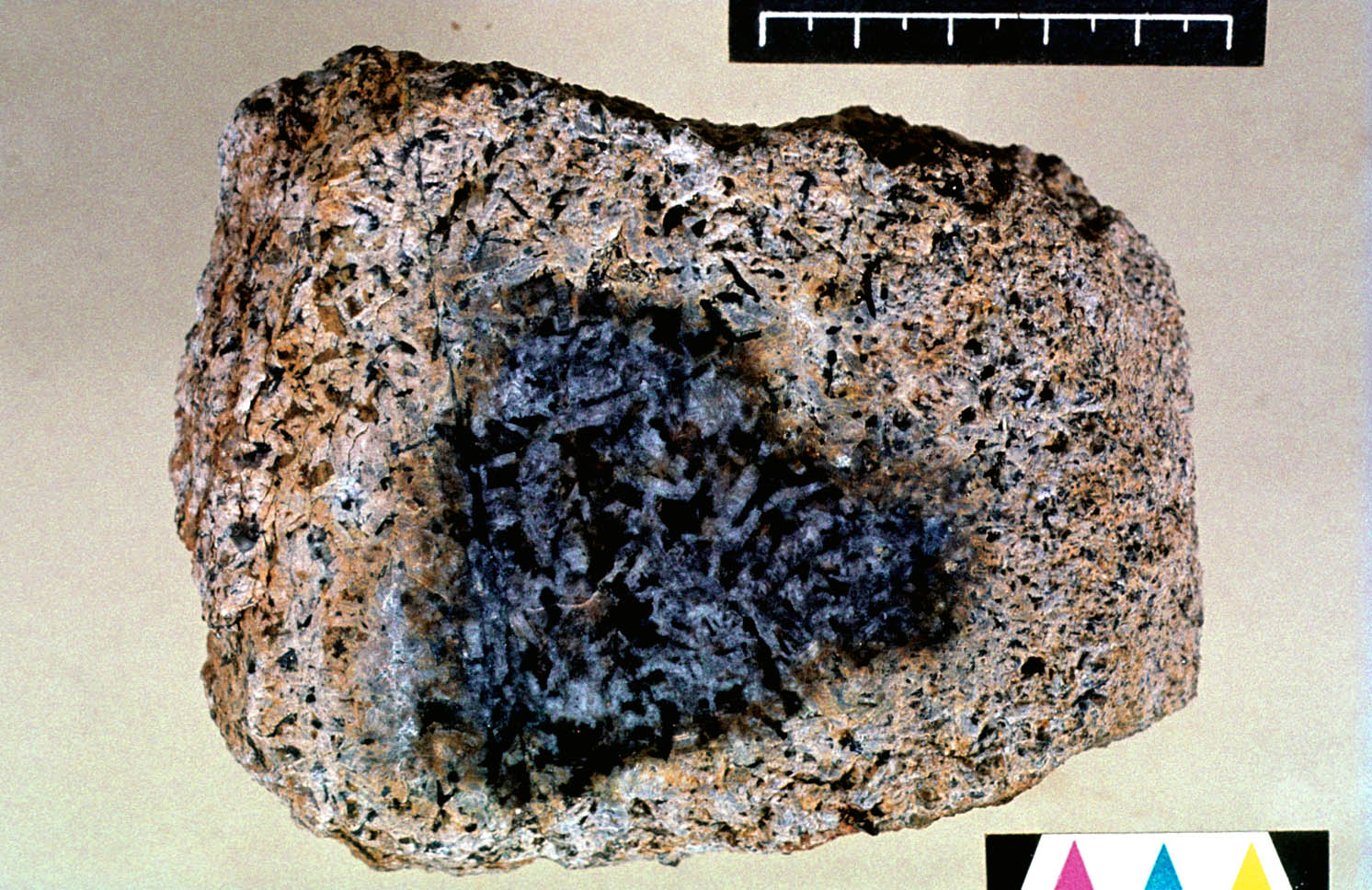
Bauxit mit unverwittertem Gesteinskern

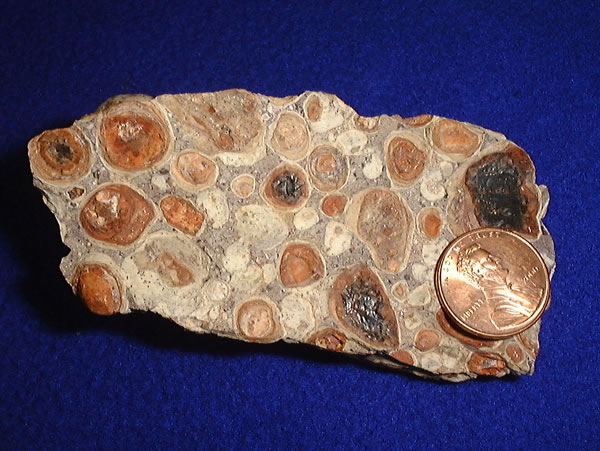
Bauxit mit einer Münze zum Größenvergleich

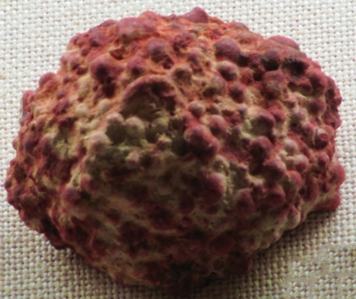
Bauxit-Exponat (Gibbsit und Diaspor), Universität Hamburg

Bauxit ist ein Aluminiumerz, das vorwiegend aus den Aluminiummineralen Gibbsit (Hydrargillit) γ-Al(OH)3, Böhmit γ-AlO(OH), Diaspor α-AlO(OH), ferner den Eisenoxiden Hämatit Fe2O3 und Goethit FeO(OH), dem Tonmineral Kaolinit und geringen Anteilen des Titanoxids Anatas TiO2 besteht. Ein sehr ähnliches Gestein, allerdings mit höherem Gehalt an Hämatit (also Eisen), ist Laterit. Seinen Namen verdankt Bauxit seinem ersten Fundort Les Baux-de-Provence in Südfrankreich, wo es 1821 von Pierre Berthier entdeckt wurde.

## Entstehung
In den Geowissenschaften werden Lateritbauxite (Silikatbauxite) von den Karstbauxiten (Karbonatbauxite) unterschieden. Die schon früh entdeckten Karbonatbauxite liegen in Europa überwiegend über Karbonatgesteinen (Kalke und Dolomite), wo sie durch lateritische Verwitterung tonreicher Einlagerungen beziehungsweise tonreicher Lösungsrückstände entstanden. Die wirtschaftliche Bedeutung der Karbonatbauxite hat gegenüber den Lateritbauxiten stark abgenommen.
Die Lateritbauxite liegen in zahlreichen Ländern des gesamten Tropengürtels. Sie entstanden durch lateritische Verwitterung ganz unterschiedlicher silikatischer Gesteine wie Granit, Gneis, Basalt, Syenit, Tonstein und Tonschiefer. Gegenüber eisenreichen Lateritdecken bilden sich Bauxite bei besonders intensiver Verwitterung und erhöhter Drainage, die eine Auflösung von Kaolinit unter Bildung von Gibbsit ermöglicht. Das dabei auftretende Auswaschen von nicht aluminiumhaltigen Verbindungen findet in tropischen Klimazonen besonders effektiv statt, da sich in ihnen lange Regen- und Trockenzeiten abwechseln.
In den Lagerstätten liegen die aluminiumreichsten Bereiche häufig unter einer eisenreicheren Oberflächenschicht. Im Gegensatz zu den Karbonatbauxiten tritt als Al-Mineral fast ausschließlich Gibbsit auf.

## Vorkommen und Gewinnung
Die bedeutendsten Förderländer (2020) sind Australien, Guinea, China, Brasilien, Indonesien und Indien. Kamerun hat mit neu entdeckten großen Vorkommen von 500 bis 700 Mio. t die Möglichkeit aufzuschließen.
Weitere Vorkommen befinden sich unter anderem in Jamaika und Russland, zu Venezuela und Surinam gibt es gegenwärtig keine Daten. In Europa liegen die wichtigsten Abbaustätten in Griechenland, Bosnien-Herzegowina und Frankreich. Die aus heutiger Sicht wirtschaftlich bedeutendsten Bauxitvorkommen dürften den Bedarf auch bei steigender Produktion langfristig decken können. Bauxit wird überwiegend im Tagebau gefördert. Dabei sollen im noch unzureichend gehandhabten Idealfall die durch den Abbau freigesetzten Erdschichten sowie der bei der Weiterverarbeitung anfallende Rotschlamm im Sinne einer nachhaltigen, umweltgerechten Entwicklung zunächst zwischengelagert und später zur Rekultivierung verwendet werden.
2017 betrug die weltweite Fördermenge 316 Millionen Tonnen. Die größten Produzenten waren Australien (89 Mio. Tonnen), China (69 Mio. Tonnen), Guinea (51 Mio. Tonnen), Brasilien (39 Mio. Tonnen), Indien (23 Mio. Tonnen) und Indonesien (4 Mio. Tonnen). In den folgenden Jahren bis 2020 stieg die Förderung zumeist, insbesondere in Guinea und Indonesien:
| Land                | Förderung | Reserven |
| ------------------- | --------- | -------- |
| Australien          | 110,0     | 5.100    |
| Guinea              | 82,0      | 7.400    |
| Volksrepublik China | 60,0      | 1.000    |
| Brasilien           | 35,0      | 2.700    |
| Indonesien          | 23,0      | 1.200    |
| Indien              | 22,0      | 660      |
| Jamaika             | 7,7       | 2.000    |
| Russland            | 6,1       | 500      |
| Kasachstan          | 5,8       | 160      |
| Saudi-Arabien       | 4,0       | 190      |
| Vietnam             | 4,0       | 3.700    |
| Malaysia            | 0,5       | 170      |
| andere Länder       | 11,0      | 4.900    |
| gesamte Welt        | 371.0     | 30.000   |

## Verarbeitung

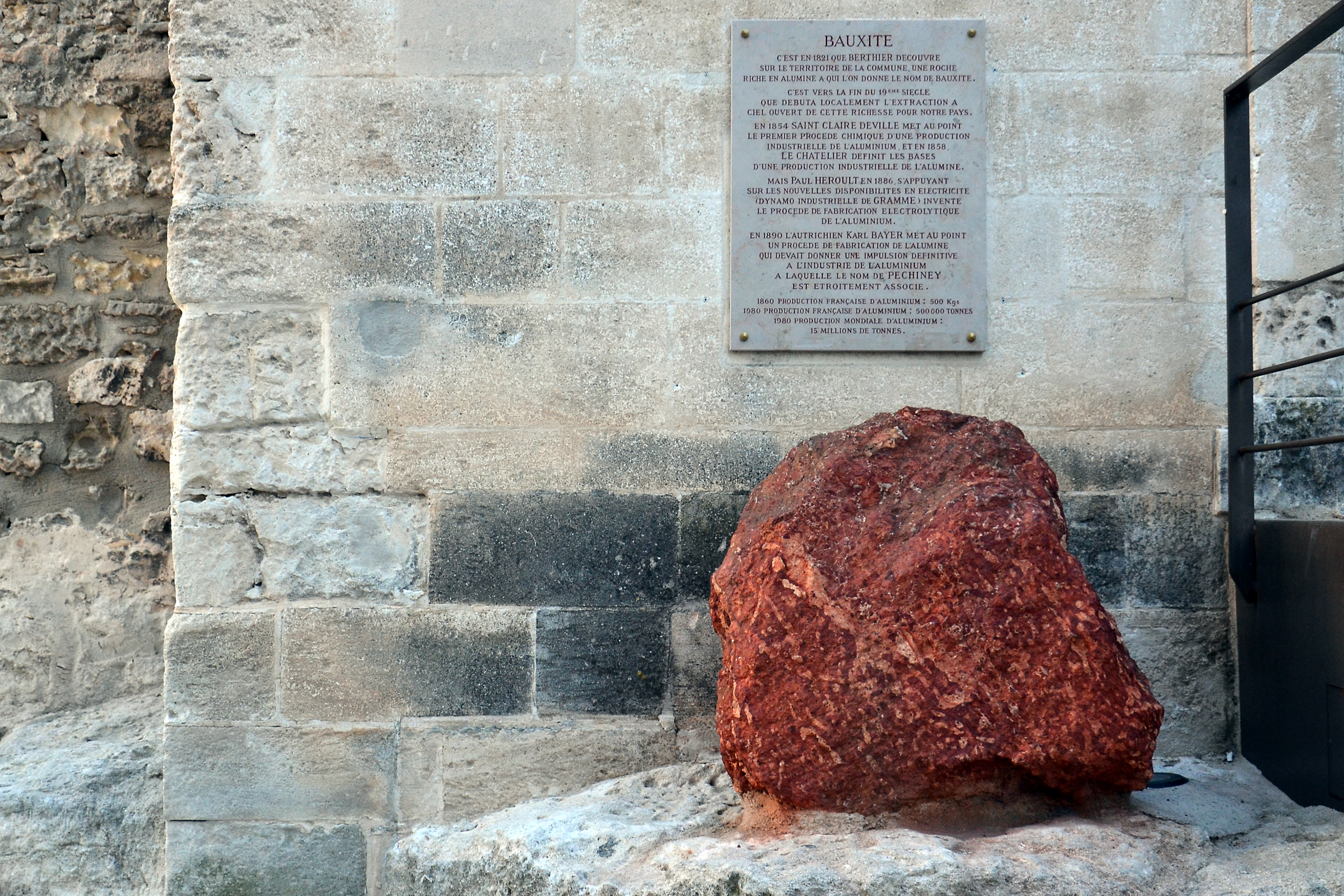
Bauxitstein in Les Baux-de-Provence

Aus etwa 95 % des abgebauten Bauxits wird Aluminium produziert. Geringe Mengen dienen bei günstiger Zusammensetzung der Herstellung von Al-Chemikalien und Schleifmitteln. Eisenarme Varietäten werden als gesinterter Rohstoff in feuerfesten Werkstoffen eingesetzt. Durch den Sinterprozess (Sintern) entwässert Bauxit vollständig und wird in α-Korund umgewandelt.
Ein Nebenprodukt der Aluminiumgewinnung ist Gallium.
Zur Herstellung von metallischem Aluminium wird das Bauxit in Druckbehältern bei 150 bis 200 °C in Natronlauge erhitzt, wobei Aluminium als Aluminat in Lösung geht und vom eisenreichen Rückstand (Rotschlamm) abfiltriert wird (Bayer-Verfahren). Aus der Aluminatlauge scheidet sich beim Abkühlen und Zufügung von feinem Aluminiumhydroxid als Kristallisationskeim reiner Gibbsit ab, der durch Glühen in Aluminiumoxid Al2O3 umgewandelt wird. Das Aluminiumoxid wird unter Zusatz von Kryolith als Schmelzmittel bei etwa 1000 °C geschmolzen und in Elektrolysezellen bei hohem Energieeinsatz zu metallischem Aluminium reduziert (Hall-Héroult-Prozess, Schmelzflusselektrolyse). 
{\displaystyle \mathrm {2\ Al_{2}O_{3}+3\ C\longrightarrow 4\ Al+3\ CO_{2}} }
Allein bei dieser Reduktionsreaktion, die bei einer Spannung von etwa 5 Volt mit einer Anode aus Kohlenstoff stattfindet, werden pro kg Aluminium knapp 15 kWh elektrische Energie benötigt und rund 1,22 kg CO2 gebildet. Die Wiederaufbereitung von recyceltem Aluminium benötigt danach nur rund 5 % dieser elektrischen Energie.

## Geschichte
1821 entdeckte der französische Geologe Pierre Berthier in der südfranzösischen Ortschaft Les Baux-de-Provence das Gestein Bauxit, welches nach seiner Typlokalität benannt ist. 
In Österreich wurde über 80 Jahre lang bis 1964 bei Unterlaussa im Gebiet des heutigen Nationalparks Kalkalpen Bauxit abgebaut. Weitere Vorkommen gab es in Glanegg in Kärnten sowie in Großgmain in Salzburg.